# Jamia Osmania
Jamia Osmania là một thị trấn thống kê (census town) của quận Hyderabad thuộc bang Telangana, Ấn Độ.

## Nhân khẩu
Theo điều tra dân số năm 2001 của Ấn Độ, Jamia Osmania có dân số 11.207 người. Phái nam chiếm 60% tổng số dân và phái nữ chiếm 40%. Jamia Osmania có tỷ lệ 76% biết đọc biết viết, cao hơn tỷ lệ trung bình toàn quốc là 59,5%: tỷ lệ cho phái nam là 89%, và tỷ lệ cho phái nữ là 57%. Tại Jamia Osmania, 8% dân số nhỏ hơn 6 tuổi.